# Galina Trofimowna Ganeker
Galina Trofimowna Ganeker (russisch Галина Трофимовна Ганекер; * 10. April 1917 in Baku; † 7. Oktober 1988) war eine sowjetische Hochspringerin.
Bei den Leichtathletik-Europameisterschaften 1950 in Brüssel gewann sie Bronze, und bei den Olympischen Spielen 1952 in Helsinki wurde sie Elfte.
Sechsmal wurde sie Sowjetische Meisterin (1939, 1940, 1943–1945, 1948). Ihre persönliche Bestleistung von 1,64 m stellte sie am 11. September 1948 in Charkiw auf.